# Vincenzo Capirola
Vincenzo Capirola (1474 – fecha posterior a 1548) fue un compositor y lutista italiano del renacimiento. Su música se preservó en un manuscrito iluminado llamado el "libro de laúd de Capirola", que está considerado como una de las fuentes más importantes de música para laúd del comienzos del siglo XVI.

## Biografía

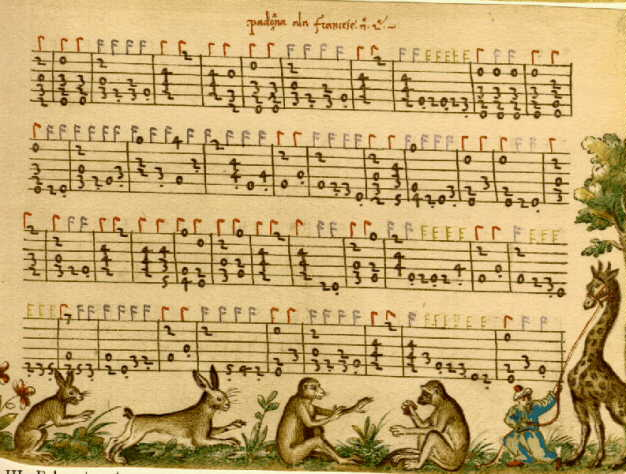
Página del libro de laúd de Capirola.

Probablemente era de Brescia, y se sabe que vivió en esa ciudad durante algunos periodos de su vida, aunque estaba en Venecia en 1517 y durante un tiempo después, cuando preparó el manuscrito iluminado. Es posible que capirola sea el famoso lutista bresciano que visitó la corte de Enrique VIII de Inglaterra, aunque su nombre no fue registrado (no se conocía otro virtuoso del laúd de Brescia en aquella época que también fuera noble).

## Obra
El libro de laúd contiene los ejemplos más tempranos conocidos de indicaciones con legato y non-legato, así como las indicaciones de dinámica musical más antiguas conocidas. Las piezas varían desde simples estudios aptos para principiantes en el instrumento, a piezas que demandan un inmenso virtuosismo. Se pueden encontrar también 13 ricercares, que alternan pasajes en un estilo brillante de toccata con pasajes en contrapunto de tres partes similar a la de la música vocal contemporánea como Jacob Obrecht.
Además de la música de Capirola (y otros — Capirola evidentemente transcribió varias piezas de otros compositores del libro), el libro de laúd contiene un prefacio que es una de las fuentes primarias más importantes sobre la música de laúd de comienzos del siglo XVI. Incluye informaciló sobre cómo tocar legato y tenuto, y como interpretar ornamentos de diverso tipo. También incluye detalles prácticos sobre como encordar y afinar el instrumento.